# Red Canyon
Red Canyon leży w hrabstwie Garfield w południowej części stanu Utah na terenie Lasu Narodowego Dixie, którego ogólna powierzchnia wynosi 7644 km². Występują w nim podobne formacje skalne jak w pobliskim Parku Narodowym Bryce Canyon, których czerwonobrązowe zabarwienie nadało nazwę temu obszarowi.

## Geografia i geologia
Red Canyon znajduje się ok. 15 km na północny zachód od Parku Narodowego Bryce Canyon i leży na Wyżynie Kolorado na południowo–wschodnim skraju płaskowyżu Paunsaugunt. W przeciwieństwie do parku Bryce Canyon, na szlak w wąwozie Red Canyon wchodzi się z dna doliny, podczas gdy w Bryce Canyon wędrówka rozpoczyna się zejściem z płaskowyżu. Dnem doliny biegnie, przeważnie suche, łożysko rzeki Paria, prawego dopływu Kolorado o długości 153 km. Woda, wiatr i lód powodują erozję skał płaskowyżu i powstanie niezwykłych igieł skalnych, zwanych tutaj hoodoo, osiągających wysokość do 60 m. Intensywny czerwony kolor warstw skalnych formacji Claron pochodzi od zawartego w jej skałach tlenku żelaza.

## Turystyka
Red Canyon leży przy drodze Scenic Byway 12, która prowadzi do parku Bryce Canyon. Większość turystów jadących z zachodu przejeżdża przez niego bez zatrzymywania, by jak najszybciej dotrzeć do bardziej znanego Bryce Canyon, ponieważ Red Canyon jest opisany w niewielkiej części przewodników turystycznych. Jest mniejszy od  bardziej znanego kanionu Bryce, jednak pod względem krajobrazowym może łatwo z nim konkurować. Przez jego teren przebiega kilkanaście szlaków turystycznych, z których najbardziej znane to Birds Eye Trail o długości 1,3 km i Losee Trail o długości 4,8 km. Na wejściu do parku, obok drogi nr 12 znajduje się centrum dla zwiedzających Red Canyon Visitor Center, w którym można uzyskać potrzebne informacje. Red Canyon jest popularny wśród miłośników kolarstwa górskiego, ponieważ jest tam wyznaczone ok. 55 km całorocznych tras rowerowych. Wstęp do Red Canyon jest bezpłatny.